# Anilios robertsi
Anilios robertsi är en ormart som beskrevs av Couper, Covacevich och Wilson 1998. Anilios robertsi ingår i släktet Anilios och familjen maskormar. Inga underarter finns listade i Catalogue of Life.
Denna orm förekommer i en liten region på Kap Yorkhalvön i nordöstra Australien. Den lever i skogar med träd av släktet Eucalyptus. Honor lägger ägg.
Inget är känt angående populationens storlek och möjliga hot. IUCN listar arten med kunskapsbrist (DD).